# Vor Transsexuellen wird gewarnt
Vor Transsexuellen wird gewarnt (Originaltitel: Transexual Menace) ist ein Dokumentarfilm aus dem Jahr 1996 von Rosa von Praunheim, der erste deutsche Film, der sich explizit der Transgender-Thematik widmet.

## Handlung
Rosa von Praunheim benannte seinen Film Transexual Menace nach einer politischen Aktionsgruppe in den USA (The Transexual Menace), die sich aus transgeschlechtlichen (bzw. transidenten) Personen formiert, die ihre gesetzlichen Rechte einfordern, für eine bessere medizinische Versorgung und gegen Diskriminierung, zum Beispiel am Arbeitsplatz, kämpfen, sich gemeinsam vor körperlichen Übergriffen schützen wollen sowie entschlossen die Berechtigung einfordern, ihre Identität und Lebensweise (auch offiziell) selbst zu definieren. Der Film beleuchtet das Privat- und Arbeitsleben von transgeschlechtlichen Menschen, einschließlich von Transfrauen und Transmännern mit Familien und Kindern.

## Notizen
Der Film hatte seine Uraufführung 1996 beim Frameline Filmfestival in San Francisco und wurde unter anderem 1997 beim Outfest in Los Angeles sowie 1997 und 2011 beim London Lesbian and Gay Film Festival gezeigt. Im Fernsehen wurde Transexual Menace erstmals 1996 von Arte ausgestrahlt.

## Rezeption
Der Film gilt als bahnbrechend und wurde entsprechend kommentiert und rezensiert: „Transexual Menace zeigt die Komplexität der Transgender-Gemeinschaft und dokumentiert transsexuellen Aktivismus in den Vereinigten Staaten.“ (Prof. Richard C. Bartone, Rutgers University) Das Art Institute of Chicago meinte: „Transexual Menace ist ein sensibles und sorgfältig ausgearbeitetes Porträt, das offen und ehrlich mit dem Thema umgeht.“ Die britische Zeitung The Independent schrieb: „Rosa von Praunheims Transexual Menace verzichtet auf die üblichen Klischees und bringt uns mit einem Porträt der neuen Generation politisch aktiver Transsexueller auf den neuesten Stand.“ Die New York Times formulierte ein herausragendes Lob für den Film: „Transexual Menace ist ein Grundstein des Dokumentarfilmschaffens über Transgender.“
Die Funeral Parade London fasste ihr Resümee wie folgt zusammen: „Der bahnbrechende schwule deutsche Filmemacher Rosa von Praunheim erforscht in diesem kraftvollen und zugleich einfühlsamen Dokumentarfilm die aufkeimende amerikanische Bewegung für die Rechte von Transsexuellen.“